# Meteorus anastasiae
Meteorus anastasiae är en stekelart som beskrevs av Sergey A. Belokobylskij 2000. Meteorus anastasiae ingår i släktet Meteorus och familjen bracksteklar. Inga underarter finns listade i Catalogue of Life.